# 9.0: Live
9.0: Live é o primeiro álbum ao vivo da banda estado-unidense de nu metal Slipknot. Saiu para as lojas em 1 de Novembro de 2005 e foi editado pela Roadrunner Records. Este álbum contém faixas raras como "Purity" e "Get This", mas também é a primeira vez que a faixa "Skin Ticket" foi tocada em algum concerto. É uma compilação dos três primeiros álbuns oficiais da banda (Slipknot em 1999, Iowa em 2001 e Vol. 3: (The Subliminal Verses) em 2004).
| Críticas profissionais                                                      | Críticas profissionais |
| Avaliações da crítica                                                       | Avaliações da crítica  |
| Fonte                                                                       | Avaliação              |
| --------------------------------------------------------------------------- | ---------------------- |
| Allmusic                                                                    | [ 1 ]                  |
| Blabbermouth.net                                                            | [ 2 ]                  |
| PopMatters                                                                  | [ 3 ]                  |
| Rolling Stone                                                               | [ 4 ]                  |
| Esta tabela precisa de ser acompanhada por texto em prosa. Consulte o guia. |                        |

## Faixas

### CD 1
1. "The Blister Exists"
2. "(sic)"
3. "Disasterpiece"
4. "Before I Forget"
5. "Left Behind"
6. "Liberate"
7. "Vermillion"
8. "Pulse of the Maggots"
9. "Purity"
10. "Eyeless"
11. "Drum Solo"
12. "Eeyore"

### CD 2
1. "Three Nil"
2. "The Nameless"
3. "Skin Ticket"
4. "Everything Ends"
5. "The Heretic Anthem"
6. "Iowa"
7. "Duality"
8. "Spit it Out"
9. "People=Shit"
10. "Get This"
11. "Wait and Bleed"
12. "Surfacing"

## Tabelas
| Tabela (2005)    | Posição |
| ---------------- | ------- |
| US Billboard 200 | 17      |
| Austria          | 18      |
| ARIA Charts      | 26      |
| Suécia           | 40      |
| França           | 41      |
| Suíça            | 43      |
| Holanda          | 71      |